# Colletes daleae
Colletes daleae är en biart som beskrevs av Cockerell 1897. Colletes daleae ingår i släktet sidenbin, och familjen korttungebin. Inga underarter finns listade i Catalogue of Life.